# !Kheis
!Kheis – gmina w Południowej Afryce, w Prowincji Przylądkowej Północnej, w dystrykcie Siyanda. Siedzibą administracyjną gminy jest Groblershoop.